# Novoróssia
Novoróssia (en rus: Новороссия) és un poble del krai de Primórie, a l'Extrem Orient de Rússia, que en el cens del 2010 tenia 479 habitants.